# Falsomesosella truncatipennis
Falsomesosella truncatipennis är en skalbaggsart som beskrevs av Maurice Pic 1944. Falsomesosella truncatipennis ingår i släktet Falsomesosella och familjen långhorningar. Inga underarter finns listade i Catalogue of Life.